# Краснодон
Краснодо́н (укр. Краснодон; в 1914—1938 годах и с 2016 года — Соро́кино (укр. Сорокине)) — город областного значения в Луганской области Украины. С апреля 2014 года контролировался управляемой из России марионеточной Луганской Народной Республикой. В настоящее время оккупирован Россией.

## География
Город Краснодон расположен в юго-восточной части Донецкого кряжа, на левом берегу Большой Каменки (притока Северского Донца), южной части Восточно-Европейской равнины. Краснодонский район c востока граничит с Ростовской областью Российской Федерации. Широта: 48°18′44″ с. ш., долгота: 39°33′46″ в. д.; высота над уровнем моря: 184 м. На расстоянии 7 км — железнодорожная станция «Краснодон».
Соседние населённые пункты: на востоке — Урало-Кавказ, Западный, Изварино, Власовка, на северо-востоке — Малый Суходол, на севере —Суходольск (примыкает), на северо-западе — Молодогвардейск, на западе Таловое, Орджоникидзе, Мирное, на юго-западе — Верхнешевыревка, Поречье (оба примыкают) и на юге — Нижнедеревечка.
Расстояние от Краснодона до крупных населённых пунктов (автодорогами): Луганск ~43, Донецк ~177 км, Ростов-на-Дону ~158 км, Таганрог ~212 км, Запорожье ~406 км, Харьков 371 км, Киев ~828 км, Москва ~1009 км.

## Население
По переписи 1989 года численность жителей составляла 52 885 человек. По состоянию на 01.01.2013 г. — 44 283 человек. По переписи 2001 года основные этнические группы: русские — 63,3 %; украинцы — 33,2 %.
Русский язык назвали родным 91,1 % жителей, украинский — 8,3 %, армянский — 0,1 % и белорусский — 0,1 %.

## Экономика
Основные предприятия: ПАО «Краснодонуголь». ГОАО «Краснодонуглестрой»; ЗАО «Краснодонский завод „Автоагрегат“»; ГОАО Краснодонский ремонтно-механический завод; Государственное предприятие «Юность»; АОЗТ «Краснодонский городской молокозавод»; АО «Краснодонский завод ЖБИ».

## Этимология
По местному преданию основал хутор Сорокин (на р. Большая Каменка) в конце XVIII века донской казак Гундоровской станицы по прозвищу Сорока или фамилии Сорокин — от родового имени которого возникло название селения.
Советский топоним — Краснодон образован из двух частей: — где слово красно- имеет символическое значение, красный — цвет революционной борьбы, также красно — «красиво, пригоже»; а вторая, ориентирующая часть -дон, указывает на его географическое нахождение в Донецком угольном бассейне.

## История

### В составе Российской империи
Первым по времени историческим источником, содержащим упоминание населённого пункта Сорокин хутор, является документ государственной Комиссии для размежевания земель Войска Донского — «Рапорт начальнику 2-й землемерной партии есаулу Рыковскому П. Ф. Гундоровской станицы казака Тимофея Сухорукова и Дмитрия Трифонова от 1 августа 1844 года». Впрочем, хутор упоминается ещё в подготовительных документах экспедиции: «Исполнение предписания Комиссии, учреждённой для размежевания земель Войска Донского» от 12 мая 1844 года.
Согласно данным Центрального статистического комитета МВД Российской империи, в Списках населённых мест Земли Донского войска по сведениям 1859 года, под № 176 значится — Донецкого округа Гундоровской станицы казачьей Сорокин, хутор казачий, при реке Большой Каменке; число дворов 74; жителей: муж. пола 168, жен. пола 164.
В 1893 году в Сорокине был построен и освящён православный храм — открыла двери церковь во имя равноапостольных святых Кирилла и Мефодия (Кирилло-Мефодиевская), прихожанами которой стали жители хутора, а затем и многочисленные работники рудников. При храме вскоре была открыта приходская школа.
В первом десятилетии XX века русский геолог Леонид Лутугин указал на наличие около хутора Сорокина богатого угольного пласта. Построение в 1912 году Северо-Донецкой железной дороги способствовало освоению залежей, и в течение 1912—1914 гг. здесь были заложены шахты № 1, 2, 5: «Сорокино», «Чурилино», «Ментовская», составившие Сорокинский рудник. В 1914 году добыты первые тонны угля, тогда же началось строительство шахтёрского посёлкa, через два года в нём было построено 15 каменных шестиквартирных, 26 деревянных четырёхквартирных домов и три общих казармы для горнорабочих.
В 1915 году, согласно Алфавитному списку населённых мест ОВД, значится: Сорокин хутор, Гундоровской станицы, при р. Большой Каменке; число дворов 204, жителей: муж. пола 700, жен. пола 711; в нём: хуторское правление, Потребительское общество, церковь православная; 2-классное училище, женская приходская школа; маслобойня, паровая и водяная мельницы.

### В составе Украинской ССР
Сразу после Февральской революции, в марте 1917 года, на Сорокинском руднике был избран первый Совет рабочих депутатов во главе с большевиком Афанасием Быковым. Ликвидирован казаками атамана А. М. Каледина вместе с другими большевиками 25 апреля 1918 года ,
В декабре 1919 года, во время гражданской войны, части 1-й Конной армии (Будёного) отбили Сорокинский рудник у войск ВСЮР. После установления советской власти, посёлок вошёл в состав Луганского района Донецкой губернии.
С окончанием гражданской войны развернулись работы по восстановлению разрушенного хозяйства. Горняки Сорокинского рудоуправления, образованного в марте 1923 года из Сорокинского и Краснодонского кустовых управлений, активно участвуют в общедонецкой кампании за повышение производительности труда, проведённой по инициативе Донецкого губкома КП(б)У.
На протяжении 1924—1925 годов в рудоуправлении были введены в строй новые шахты — № 4, 5 и 7, а действующие № 1 и 2 модернизированы, всего по данным на 1.01.1925 г. тут работало 2285 шахтёров; в 1925—1926 г. шахты выдали почти 210 тыс. тонн угля. С ростом промышленности и повышением производительности труда улучшалось материальное положение рабочих, возрастала заработная плата. Советское государство выделяло всё больше финансовых средств для улучшения социальных бытовых нужд, в частности на строительство жилых домов для трудящихся шахтёров. Так, уже в 1925 году в посёлке Сорокине было сооружено 28 двухквартирных домов, а в следующем — началось строительство ещё 30 таких домов и 5 общежитий; на Сорокинском руднике действовали амбулатория и три шахтных медпункта, где работали 8 врачей, 14 фельдшеров.
В 1935 году, был создано производственное объединение трест «Сорокинуголь» — с 1936 года «Краснодонуголь», объединивший 25 шахт, через шесть лет их в тресте насчитывалось более 40 (в том числе 9 крупных и 10 средних). На сорокинских шахтах широко внедряется механизация, к концу Второй пятилетки (1933—1938) горняки имели на вооружении 92 врубовые машины, 233 отбойных молотка, 118 конвейерных приводов, 15 электровозов.
В 1936 году к посёлку Сорокино были присоединены прилегающие к нему хутора: Теплянский, Процыково и Верхняя Шевырёвка, и Сорокинский поселковый совет вошёл в Краснодонский район Донецкой области УССР. 28 октября 1938 года — Указом Президиума Верховного Совета УССР посёлок Сорокино был переименован в Краснодон — приобрёл статус города областного значения Ворошиловградской области Украинской ССР, число жителей в нём — 22 тыс. 220 человек.
Также, в период 1920—1930-х годов, уделялось внимание образованию и подготовке технических кадров. За годы первых пятилеток в открытых в Краснодоне специальных учебных заведениях десятки горняков получили высшее и среднее специальное образование. По данным 1940 года на шахтах треста «Краснодонуголь» работали 73 техника и 38 инженеров; в Краснодоне и шахтёрских посёлках было 15 средних, семилетних и начальных школ, в которых обучалось 4 тыс. детей, работало около 200 чел. учителей. Клубную и просветительскую работу осуществляли 15 клубов и 40 библиотек с книжным фондом свыше 100 тыс. экземпляров книг. В клубах работали секции художественной самодеятельности — драматические, хоровые, музыкальные, литературные, в которых участвовало свыше 1,4 тыс. жителей города.

### Великая Отечественная война
С началом 22 июня 1941 года Великой Отечественной войны, с июня 1941 по 1944 годы свыше 13 тыс. чел. трудящихся Краснодона (и района) вступили в ополчение, ушли на фронт, многие из них, мужественно и героически проявили себя боях с немецко-фашистскими захватчиками; 5950 чел. краснодонцев были награждены государственными военными орденами и медалями, три солдата были удостоены высокого звания Героя Советского Союза.
С 20 июля 1942 по 14 февраля 1943 г. Краснодон был оккупирован войсками Третьего рейха и его союзников. Только через 6 месяцев, в ходе Ворошиловградской военной операции советскими войсками Юго-Западного фронта: 3-й гвардейской армии, действовавшей в составе оперативной группы 23-го танкового корпуса: 56-я мотострелковая бригада, 3-я танковая бригады, 39-я танковая бригада; а также пехотных соединений из 203-й стрелковой дивизия и 266-й стрелковой дивизии освобождён от немецко-фашистских захватчиков.
Областная чрезвычайная государственная комиссия по расследованию злодеяний немецко-фашистских захватчиков, вскоре после освобождения установила, что в Краснодонском районе оккупантами были намеренно повреждены все шахты, превращены в руины 992 здания, 4 больницы, поликлиника, 20 школ, 11 детских садов и яслей, 31 кинотеатр и клуб; разрушены шоссейные дороги, 25 мостов. Сумма убытков от злодеяний захватчиков составила около 1,2 млрд руб.
Молодая гвардия
Большую известность получила советская антифашистская организация «Молодая гвардия», действовавшая в Краснодоне с сентября 1942 по январь 1943 г. В конце 1943 года Краснодон посетил писатель Александр Фадеев, собравший сведения о героях-подпольщиках. На основании этих сведений им был создан роман «Молодая гвардия».
13 ноября 1943 года основан, а 1 мая 1944 года открыт Краснодонский музей «Молодая гвардия», как филиал Ворошиловградского областного краеведческого музея.

### Послевоенное восстановление
После освобождения Краснодона от фашистов, в условиях острой нехватки оборудования, инструментов, рабочей силы — благодаря героическим усилиям трудящихся, уже к концу февраля 1943 года были вновь запущены 7 шахт, а к 25 ноября восстановлены до 20 мелких и 5 основных угольных предприятий. К началу IV пятилетки были восстановлены 9 крупных, 10 средних и 22 мелкие шахты, на которых в 1945 году было добыто до 1,9 млн тонн угля — почти в четыре раза больше, чем в 1943 году.
В 1959 году открыл двери Краснодонский городской Дворец культуры (ДК); ныне — объект культурного наследия, памятник архитектуры советского стиля.
30 декабря 1962 года Краснодон получил статус города областного подчинения. При этом к нему были присоединены посёлки городского типа Верхнедуванный и Первомайка.
В 1986 году здесь был построен детсад-ясли на 330 мест (архитектор С. Григоренко).
30 декабря 1987 года — открыта система общественного транспорта Краснодонское троллейбусное управление, с линией в соседний город Молодогвардейск.

### Независимая Украина
В мае 1995 года Кабинет министров Украины утвердил решение о приватизации находившихся в городе АТП-10914, АТП-10968 и релейного завода «Юность».
Война в Донбассе
В апреле 2014 года Краснодон был захвачен сепаратистами самопровозглашённой Луганской Народной Республики.
12 мая 2016 года Постановлением Верховной Рады Украины город был переименован — ему было дано название, отсылающее к руднику Сорокино.

## Памятники города
- 1954, 12 сентября — открыт мемориальный комплекс Героям-молодогвардейцам, включающий памятник «Клятва» и Братскую могилу. Авторы: скульпторы Агибалов В. И., Мухин В. И., Федченко В. Х., архитектор Сидоренко А. А.[53][54]
- 1965, 9 мая — зажжён Вечный огонь и открыт мраморный монумент «Скорбящая мать», рядом с Братской могилой 58 героев-подпольщиков. Авторы: скульпторы Кизиев П. И., Редькин А. А., Самусь А. Ф., архитектор Головченко Г. Г.[55]
- 1982, 2 октября — открыт мемориал «Непокорённые», в память о погибших молодогвардейцах и шахтёрах (71 чел.), заживо сброшенных фашистами в шурф шахты № 5. Авторы: Можаев М. В., Щербаков М. М., Слепцов Г. К., Десятинчук В. Г., Булкин М. Г.[56]

## Почётные граждане
См. список почётных граждан города Краснодона и района (людей, удостоенных почётного звания в период с 1964 по 2017 гг.).

## Международное сотрудничество
Города и другие субъекты — побратимы Краснодона
- Бирмингем, США
- Ростов-на-Дону, Россия
- Всеволожск, Россия
- / Алушта, Украина/Россия
- Ковров, Россия
- Гороховецкий район, Владимирской области, Россия
- Красноярск, Россия